# Burgalben
Burgalben ist mit rund tausend Einwohnern der kleinere Ortsteil der im rheinland-pfälzischen Landkreis Südwestpfalz liegenden Ortsgemeinde Waldfischbach-Burgalben.

## Lage
Burgalben liegt im Schwarzbachtal am westlichen Rand des Pfälzerwalds im sogenannten Pfälzischen Holzland und bildet den südwestlichen Teil der Ortsgemeinde. Zu Burgalben gehören außerdem der überregional bekannte Wallfahrtsort Maria Rosenberg, das Jugenddorf Sickingen, die Häusergruppe „Am Wallerbühl“ sowie die Wohnplätze Harzkaut und Moschelmühle.
Durch Burgalben fließt der Schwarzbach, der vor Ort von rechts den Klapperbach und das Schorbächel aufnimmt. Südlich des Ortes erstreckt sich außerdem der Rosenberg.

## Geschichte

### Mittelalter
Der Name des Ortes, der anfänglich Beunenalben oder ebenso Burghalm hieß, leitet sich vom Schwarzbach her, der im Oberlauf zusätzlich als Burgalb bezeichnet wird. Das Dorf gehörte zum Amt Lemberg der Grafschaft Zweibrücken-Bitsch und dort zur Amtsschultheißerei Donsieders. Zu Burgalben gehörten die Muschelmühle (Moschelmühle) und die Sinnmühle.

### Neuzeit
1570 verstarb Graf Jakob von Zweibrücken-Bitsch (* 1510; † 1570) als letztes männliches Mitglied seiner Familie. Das Amt Lemberg erbte seine Tochter, Ludovica Margaretha von Zweibrücken-Bitsch, die mit dem (Erb-)Grafen Philipp (V.) von Hanau-Lichtenberg verheiratet war. Ihr Schwiegervater, Graf Philipp IV. von Hanau-Lichtenberg, gab durch die sofortige Einführung des lutherischen Bekenntnisses dem streng römisch-katholischen Herzog Karl III. von Lothringen Gelegenheit, militärisch zu intervenieren, da dieser die Lehnshoheit über die ebenfalls zum Erbe gehörende Herrschaft Bitsch besaß. Im Juli 1572 besetzten lothringische Truppen die Grafschaft. Da Philipp IV. der lothringischen Übermacht nicht gewachsen war, wählte er den Rechtsweg. Beim anschließenden Prozess vor dem Reichskammergericht konnte sich Lothringen hinsichtlich der Herrschaft Bitsch durchsetzen, das Amt Lemberg dagegen – und somit auch Burgalben – wurde der Grafschaft Hanau-Lichtenberg zugesprochen.
1736 starb mit Graf Johann Reinhard III. der letzte männliche Vertreter des Hauses Hanau. Aufgrund der Ehe seiner einzigen Tochter, Charlotte (* 1700; † 1726), mit dem Erbprinzen Ludwig (VIII.) (* 1691; † 1768) von Hessen-Darmstadt fiel die Grafschaft Hanau-Lichtenberg nach dort. Im Zuge der Französischen Revolution fiel dann der linksrheinische Teil der Grafschaft Hanau-Lichtenberg – und damit auch das Amt Lemberg samt seines gleichnamigen Unteramtes mit Burgalben – 1793 an Frankreich.
Von 1798 bis 1814, als die Pfalz Teil der Französischen Republik (bis 1804) und anschließend Teil des Napoleonischen Kaiserreichs war, war Burgalben in den Kanton Waldfischbach, dem 20 weitere Gemeinden angehörten, eingegliedert und unterstand der Mairie Waldfischbach. 1815 hatte der Ort 410 Einwohner. Im selben Jahr wurde der Ort Österreich zugeschlagen. Anschließend wechselte der Ort in das Königreich Bayern und dort Teil des Rheinkreises. Von 1818 bis 1862 war Burgaöben Bestandteil des Landkommissariat Pirmasens, das anschließend in ein Bezirksamt umgewandelt wurde.
Bis 1919 gehörte Burgalben zur Bürgermeisterei von Waldfischbach. 1939 wurde der Ort in den Landkreis Pirmasens eingegliedert. Nach dem Zweiten Weltkrieg wurde der Ort innerhalb der französischen Besatzungszone Teil des damals neu gebildeten Landes Rheinland-Pfalz. Im Zuge der ersten rheinland-pfälzischen Verwaltungsreform wurde Burgalben am 7. Juni 1969 mit der Nachbargemeinde Waldfischbach zur neuen Gemeinde Waldfischbach-Burgalben zusammengelegt.

## Religion

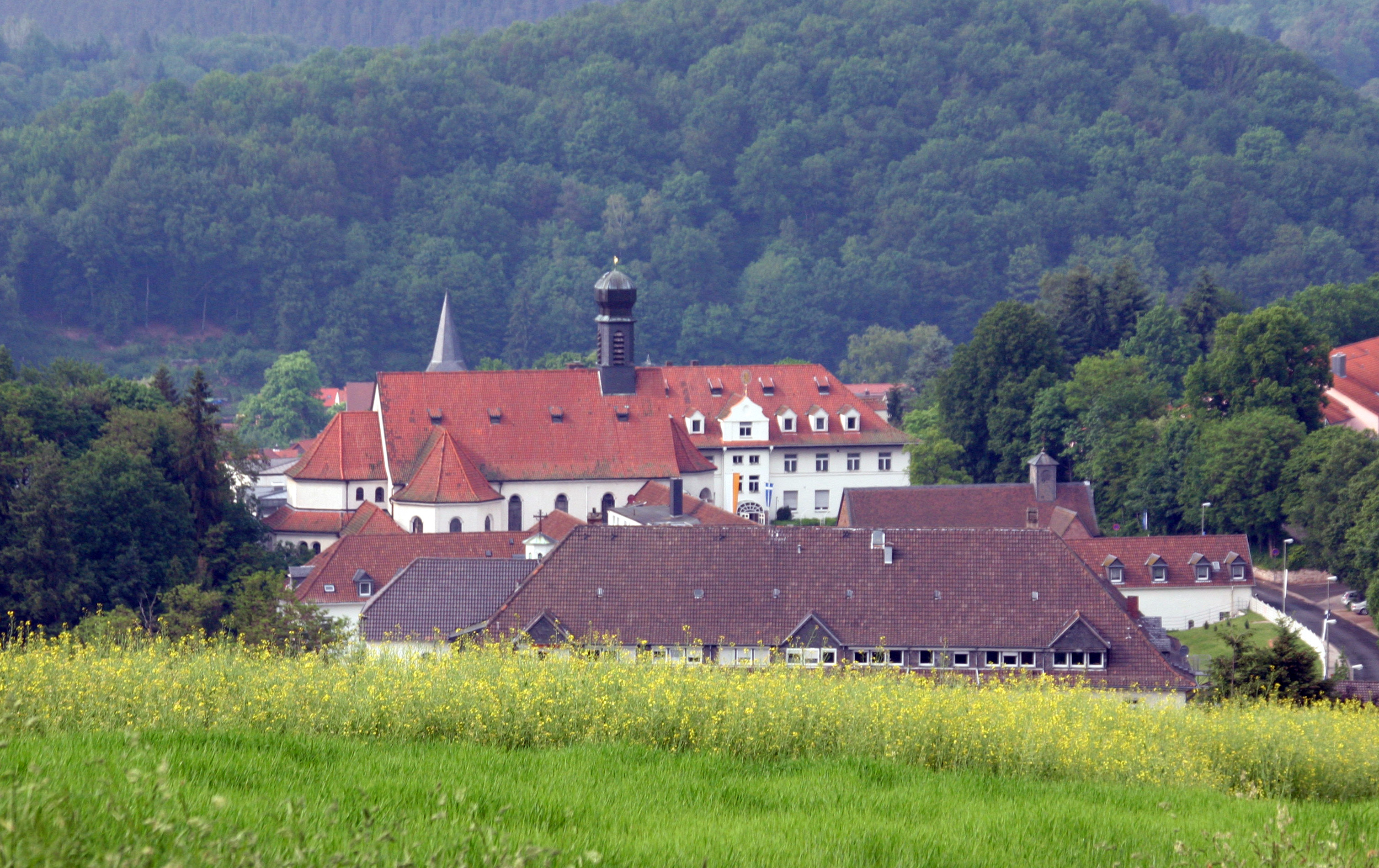
Maria Rosenberg

Eine Kirche in Burgalben wurde 1197 erstmals genannt. Der südlich des Ortskern befindliche Wallfahrtsort Maria Rosenberg umfasst unter anderem die bereits im Mittelalter existierende Gnadenkapelle Rosa Mystica und seit Anfang des 20. Jahrhunderts die Wallfahrtskirche Maria Rosenkranzkönigin.

## Politik

### Bürgermeister
Bis 1919 war Burgalben zur Bürgermeisterei Waldfischbach gehörig.
| Amtszeit  | Name              |
| --------- | ----------------- |
| 1919–1920 | Karl Kettering    |
| 1920–1923 | Jakob Müller IV.  |
| 1923–1928 | Jakob Auer        |
| 1928–1933 | Jakob Müller IV.  |
| 1933–1945 | Adolf Kemnitzer   |
| 1945–1946 | Hans Müller       |
| 1946–1952 | Otto Mangold I.   |
| 1952–1969 | Heinrich Hufnagel |

### Wappen
| Wappen von Burgalben | Blasonierung: „Von Rot und Gold gespalten, rechts die goldbekrönte und -gewandete Madonna, in der Linken das goldbekrönte Kind, in der Rechten eine bestielte vierblättrige silberne Rose haltend, links ein blaubewehrter und -bezungter roter Löwe.“                                                   |
| Wappen von Burgalben | Wappenbegründung: Der im Wappen dargestellte rote Löwe weist auf die Zugehörigkeit zur Grafschaft Zweibrücken hin, die Madonna auf den Wallfahrtsort Maria Rosenberg. Der rote Löwe samt goldenem Hintergrund wurde später in das Wappen der neu gebildeten Gemeinde Waldfischbach-Burgalben übernommen. |

## Kultur

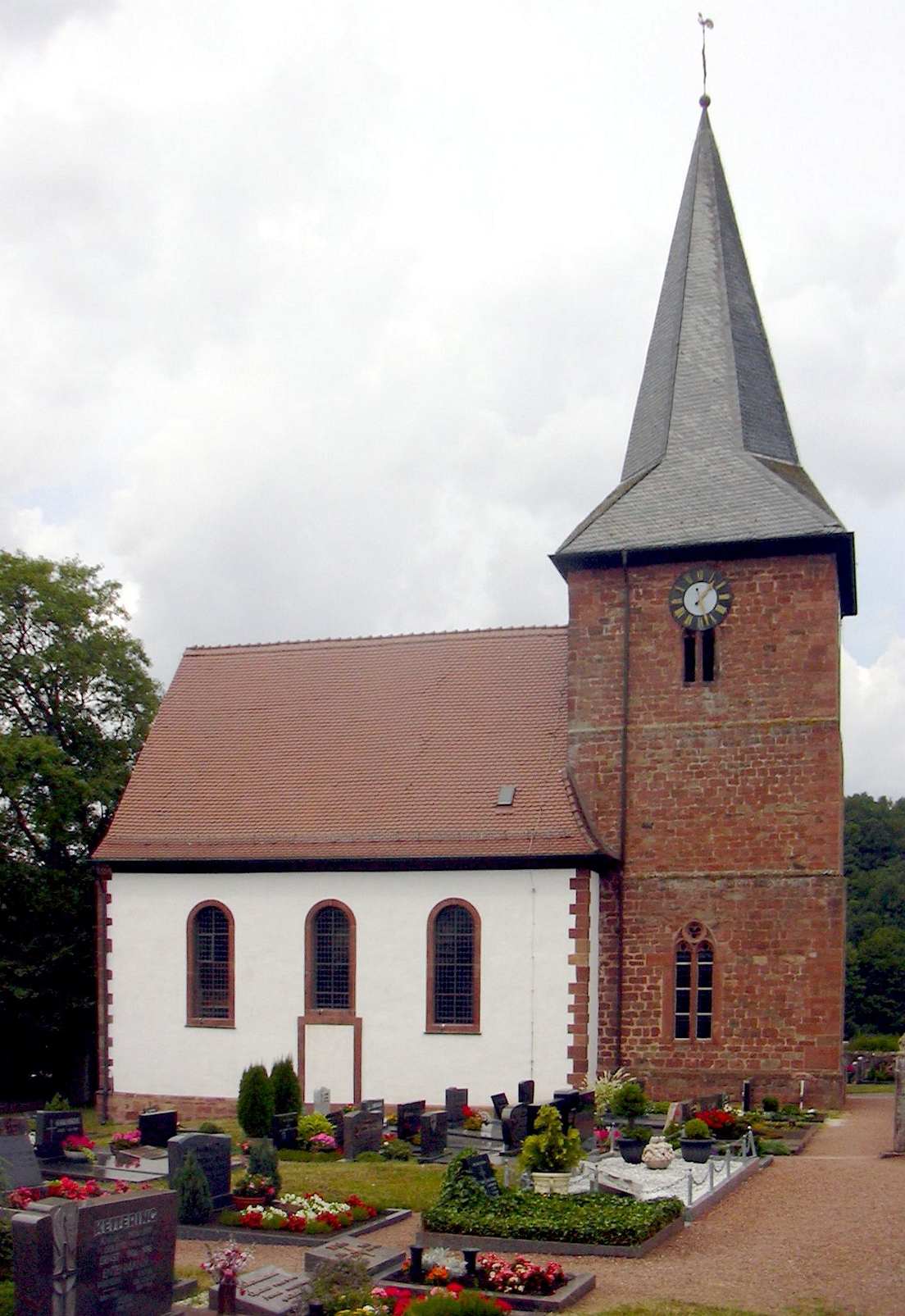
Denkmalgeschützte evangelische Kirche Burgalben

Auf der Gemarkung von Burgalben befinden sich mit der, der örtlichen evangelischen Kirche, zwei Fachwerkhäusern sowie der ehemaligen Schule insgesamt vier Einzelobjekte, die unter Denkmalschutz stehen.
Das Kriegerdenkmal ist den Opfern des Ersten Weltkriegs gewidmet.

## Wirtschaft und Infrastruktur

### Verkehr
1905 erhielt der Ort mit der Biebermühlbahn (Eisenbahnstrecke Biebermühle (heute: Pirmasens Nord)–Waldfischbach), Anschluss an das Eisenbahnnetz. 1913 wurde die Strecke bis nach Kaiserslautern durchgebunden. Der Haltepunkt Burgalben wurde nach dem Zweiten Weltkrieg aufgegeben.
Durch Burgalben verlaufen die Bundesstraße 270 sowie die Landesstraßen 498,  499. Die Kreisstraße 24 stellt eine Verbindung nach Höheinöd her und die Kreisstraße 25 führt nach Hermersberg.

### Tourismus
Mit der Pfälzerwald-Tour und Südwestpfalz-Tour führen zwei Radwege durch Burgalben. Durch den Süden der Gemarkung – jedoch abseits des Siedlungsgebiets – verläuft der Prädikatswanderweg Pfälzer Waldpfad. Zudem liegt der Ort an der Route eines Wanderwegs, der mit einem grün-gelben Balken markiert ist und der von Kirchheimbolanden bis nach Hirschthal verläuft, ebenso ein mit einem gelb-roten Balken gekennzeichneter Weg von der Burg Lichtenberg bis nach Wachenheim führt.